# Go Fund Yourself
"Go Fund Yourself" é o primeiro episódio da décima oitava temporada da série de desenho animado estadunidense South Park, e o de número 248 da série em geral. Escrito e dirigido por Trey Parker, co-criador do seriado, foi transmitido originalmente em 24 de setembro de 2014 através do canal de televisão Comedy Central. No episódio, os meninos de South Park decidem fundar uma companhia startup, esta recebe dinheiro suficiente para que os garotos possam usufruir de uma vida luxuosa. "Go Fund Yourself" satiriza a controvérsia sobre o nome do Washington Redskins, considerado ofensivo aos nativos americanos e os sistemas de financiamentos coletivos.